# 科馬約鱷屬
科馬約鱷屬（意為「科馬約鱷魚」）是小型的鱷形類，為科馬約鱷科的模式屬，可能也是唯一的屬，生存於晚白堊世。本屬僅含單一物種短面科馬約鱷，得名自其寬而短的臉部，化石發現於阿根廷內烏肯省與內格羅河省交界地帶附近的內格羅河流域。

## 化石材料

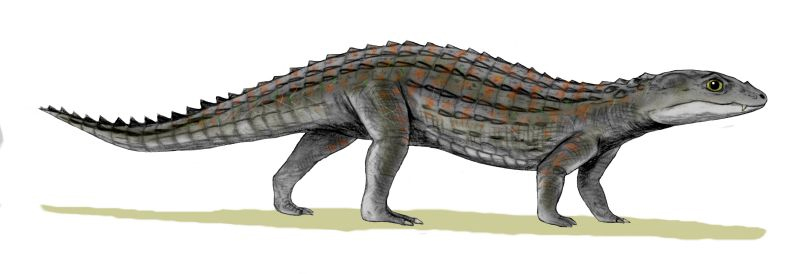
科馬約鱷復原圖

科馬約鱷的模式標本標號為MUCPv-202。

## 分類系統
科馬約鱷是科馬約鱷科演化支的名稱來源。塞里諾等人的2003研究認為科馬約鱷與鴨鱷共同屬於這個演化支，但Martinelli以及Andrade等人（2006年）的研究則認為鴨鱷並不屬於科馬約鱷科。科馬約鱷似乎較為接近馬里利亞鱷。

## 外部連結
- Andrade等人的2006研究 （页面存档备份，存于）
- 塞里諾等人的2003年研究 （页面存档备份，存于）
- The Paleobiology Database網站 （页面存档备份，存于）